# Гроза над Белой
«Гроза над Белой» — советский художественный исторический фильм.

## Сюжет
Действие фильма происходит в 1919 году. Фильм рассказывает об эпизоде Гражданской войны, когда войска под командованием М. В. Фрунзе заняли Уфу. Начало сюжета относится к февралю 1919 года, когда Фрунзе возглавляет 4-ю армию Красной армии. 4-я армия представляет собой плохо одетую и обутую, плохо вооруженную и чрезвычайно недисциплинированную массу. Комиссаров убивают, командиры своевольничают. Фрунзе приходится балансировать на грани, чтобы сплотить армию. Одновременно развивается наступление Белой армии.
План Фрунзе, уже командира Южной группы Восточного фронта Красной армии, по организации контрнаступления встречает сопротивление в самых «верхах» Красной армии, которым кажется, что им «виднее». Всё же войска Фрунзе переходят в контрнаступление. На реке Белой, под Уфой, войскам Фрунзе предстоит встретиться с противостоящим им белым генералом Ханжиным…

## В ролях
- Александр Михайлов — Фрунзе (озвучил Вячеслав Шалевич)
- Алексей Яковлев — Андрей Карпов
- Наталья Тенякова — Саша Вихрова
- Владимир Кашпур — Веселков (прототип Иван Кутяков)
- Геннадий Юхтин — Абалов
- Ефим Копелян — генерал Ханжин
- Эмма Попова — Софья Алексеевна Попова, жена Фрунзе
- Николай Волков — Фёдор Фёдорович Новицкий
- Бруно Фрейндлих — адмирал Колчак
- Георгий Куликов — Георгий Петрович, представитель наркома
- Михаил Глузский — командир кавалерийского полка
- Георгий Тараторкин — Куйбышев (озвучил Игорь Ефимов)
- Валерий Ерёмичев — Тухачевский
- Герман Колушкин — Серёжа, ординарец Фрунзе
- Борис Коковкин — генерал в армии Колчака
- Николай Кузьмин — Полундов
- Александр Суснин — комбриг (нет в титрах)
- Савелий Крамаров — раненый разведчик (нет в титрах)
- Борис Рыжухин — красноармеец (нет в титрах)
- Александр Анисимов — кавалерист (нет в титрах)

## Съёмочная группа
- Автор сценария: Леонид Любашевский
- Режиссёр: Евгений Немченко, Станислав Чаплин
- Оператор: Олег Куховаренко
- Художник: Грачья Мекинян

## Факты
- Съёмки фильма происходили на местах подлинных исторических событий вблизи Уфы.
- Сыграть Фрунзе в фильме приглашали актёра Вячеслава Шалевича, однако директор «Ленфильма» запротестовал против его кандидатуры. В результате в фильме снимался Александр Михайлов, а Шалевич озвучивал его героя.[1]
- Е. Копелян играет ген.Ханжина в гриме ген. Каппеля.